# 병영역
병영역(兵營驛)은 울산시 중구 남외동(현 울산광역시 중구 남외동)에 소재했던 동해남부선의 철도역이었다. 1967년 8월 1일부터는 비둘기호 열차만이 정차하는 역으로, 규모는 그리 크지 않았다. 1992년 울산 도심구간 철도이설로 인해 폐지되었으며, 병영역의 기능은 효문역으로 대체되었다.
현재는 병영역이 있었다는 흔적조차 없다. 지금은 원래 역사가 있던 위치에 삼일아파트 입구가 자리하고 있다.

## 연혁
- 1921년 10월 25일 : 무배치간이역으로 영업 개시
- 1930년 2월 26일 : 화물취급 개시
- 1936년 12월 1일 : 표준궤로 개량, 배치간이역으로 승격
- 1936년 12월 10일 : 역사 준공
- 1953년 2월 15일 : 보통역으로 승격
- 1960년 8월 1일 : 을종승차권대매소로 지정
- 1967년 8월 1일 : 통일호 운행 종료, 비둘기호 운행 개시
- 1972년 7월 20일 : 무배치간이역으로 격하[1]
- 1992년 8월 20일 : 울산도심구간 철도이설 완공으로 폐역

## 참고 문헌
1. ↑  철도청 고시 제40호(1972.07.10)